# Кукорєво
Кукорєво (біл. вёска Кукарево) — село в складі Березинського району Мінської області, Білорусь. Село підпорядковане Погостівській сільській раді, розташоване в східній частині області.